# Hedvig Wessel
Hedvig Wessel (* 25. August 1995 in Oslo) ist eine ehemalige norwegische Freestyle-Skierin. Sie war auf die Disziplinen Moguls und Dual Moguls (Buckelpiste) spezialisiert.

## Werdegang
Wessel, die für den IL Heming startete, nahm im Dezember 2009 in Suomu erstmals am Europacup teil und errang dabei die Plätze 38 und 35 im Moguls. In der Saison 2010/11 kam sie im Europacup fünfmal aufs Podest und belegte damit den zweiten Platz in der Moguls-Disziplinenwertung. Zudem startete sie in Méribel erstmals im Freestyle-Skiing-Weltcup, wobei sie den 33. Platz im Dual Moguls errang. Bei den Juniorenweltmeisterschaften 2011 in Jyväskylä belegte sie jeweils den 16. Platz im Dual Moguls sowie im Moguls und bei den Juniorenweltmeisterschaften 2012 in Chiesa in Valmalenco jeweils den sechsten Platz im Dual Moguls sowie im Moguls. Nachdem sie zu Beginn der Saison 2012/13 mit dem achten Platz im Dual Moguls am Kreischberg ihre erste Top-Zehn-Platzierung im Weltcup erreicht hatte, kam sie bei den Weltmeisterschaften 2013 in Voss auf den 33. Platz im Dual Moguls sowie auf den 23. Rang im Moguls und bei den Juniorenweltmeisterschaften 2013 auf den 20. Platz im Moguls sowie auf den fünften Rang im Dual Moguls. Die Saison beendete sie auf dem 20. Platz im Moguls-Weltcup. Auch in der Saison 2013/14 errang sie den 20. Platz im Moguls-Weltcup. Außerdem fuhr sie bei den Olympischen Winterspielen 2014 in Sotschi auf den 26. Platz im Moguls und bei den Juniorenweltmeisterschaften 2014 in Chiesa in Valmalenco auf den 11. Rang im Dual Moguls. 
In der Saison 2014/15 belegte Wessel bei den Weltmeisterschaften 2015 am Kreischberg den 25. Platz im Dual Moguls sowie den 14. Rang im Moguls und bei den Juniorenweltmeisterschaften 2015 jeweils den vierten Platz im Moguls und Dual Moguls. In der folgenden Saison kam sie im Weltcup viermal unter die ersten Zehn. Dabei erreichte sie in Moskau mit dem dritten Platz im Dual Moguls ihre einzige Podestplatzierung im Weltcup und zum Saisonende mit dem 46. Platz im Gesamtweltcup sowie den 12. Rang im Moguls-Weltcup ihre besten Gesamtergebnisse. In der Saison 2016/17 errang sie mit vier Top-Zehn-Platzierungen den 15. Platz im Moguls-Weltcup und wurde bei den Weltmeisterschaften 2017 in der Sierra Nevada Zwölfte im Dual Moguls sowie Fünfte im Moguls. Im folgenden Jahr belegte sie bei Olympischen Winterspielen 2018 in Pyeongchang den 19. Platz im Moguls und absolvierte in Mont-Tremblant ihren 72. und damit letzten Weltcup, welchen sie auf dem 28. Platz im Moguls beendete.

## Erfolge

### Olympische Spiele
- 2014 Sotschi: 26. Platz Moguls
- 2018 Pyeongchang: 19. Platz Moguls

### Weltmeisterschaften
- 2013 Voss: 23. Platz Moguls, 33. Platz Dual Moguls
- 2015 Kreischberg: 14. Platz Moguls, 25. Platz Dual Moguls
- 2017 Sierra Nevada: 5. Platz Moguls, 12. Platz Dual Moguls

### Weltcupwertungen
| Saison  | Gesamt | Gesamt | Moguls | Moguls |
| Saison  | Platz  | Punkte | Platz  | Punkte |
| ------- | ------ | ------ | ------ | ------ |
| 2010/11 | 124.   | 1      | 46.    | 14     |
| 2011/12 | 97.    | 6      | 25.    | 82     |
| 2012/13 | 102.   | 12     | 20.    | 138    |
| 2013/14 | 92.    | 13     | 20.    | 148    |
| 2014/15 | 74.    | 12,33  | 22.    | 111    |
| 2015/16 | 46.    | 27,63  | 12.    | 221    |
| 2016/17 | 66.    | 19,64  | 15.    | 216    |
| 2017/18 | 134.   | 7,5    | 26.    | 75     |

### Juniorenweltmeisterschaften
- 2011 Jyväskylä: 16. Platz Moguls, 16. Platz Dual Moguls
- 2012 Chiesa in Valmalenco: 6. Platz Moguls, 6. Platz Dual Moguls
- 2013 Chiesa in Valmalenco: 5. Platz Dual Moguls, 20. Platz Moguls
- 2014 Chiesa in Valmalenco: 11. Platz Dual Moguls
- 2015 Chiesa in Valmalenco: 4. Platz Moguls, 4. Platz Dual Moguls

### Europacup
- 7 Podestplätze, davon 2 Siege im Europacup
- Saison 2010/11: 2. Moguls-Disziplinenwertung